# Esporte Clube Comercial (Paraná)
O Esporte Clube Comercial é um clube brasileiro de futebol da cidade paranaense de Cornélio Procópio, no estado do Paraná.
Fundado em 14 de março de 1943, o clube tem como maior feito a conquista do título estadual em 1961.
Seu estádio é o Estádio Municipal Ubirajara Medeiros.

## Títulos
| ESTADUAIS  | ESTADUAIS                      | ESTADUAIS | ESTADUAIS   |
| Competição | Competição                     | Títulos   | Temporadas  |
| ---------- | ------------------------------ | --------- | ----------- |
|            | Campeonato Paranaense          | 1         | 1961        |
|            | Campeonato do Norte Paranaense | 1         | 1958 e 1961 |

### Campanhas de Destaque
| Esporte Clube Comercial | Esporte Clube Comercial | Esporte Clube Comercial | Esporte Clube Comercial | Esporte Clube Comercial |
| Torneio                 | Campeão                 | Vice-campeão            | Terceiro colocado       | Quarto colocado         |
| ----------------------- | ----------------------- | ----------------------- | ----------------------- | ----------------------- |
| Campeonato Paranaense   | 1 (1961)                | Não possui              | Não possui              | 1 (1962)                |